# Tybory-Kamianka
Tybory-Kamianka – wieś w Polsce położona w województwie podlaskim, w powiecie wysokomazowieckim, w gminie Wysokie Mazowieckie.
W latach 1975–1998 miejscowość administracyjnie należała do województwa łomżyńskiego.
Wierni kościoła rzymskokatolickiego należą do parafii św. Michała Archanioła w Jabłonce Kościelnej.

## Historia
Wieś założona prawdopodobnie na początku XV w.
Znani właściciele miejscowości:
- 2. połowa w. XVI – Walenty Mościcki, wojski bielski oraz cząstkowi właściciele Jałbrzykowscy
- przed 1667 – Zygmunt Laskowski, wojewodzic płocki
- 1676 – Michał Głaznecki, skarbnik podlaski
- 1687 – Skiwscy. Jako ostatni z tej rodziny w roku 1850 wzmiankowany Rajmund Skiwski
- 1856-1857 – wieś wykupił dzierżawca, Gracjan Roszkowski
- po 1865 – Edward Kazimierz Ulatowski
- 1916 – Bronisław Mioduszewski
- do 1939 – Julia Żochowska, 1. voto Skarżyńska, 2. voto Sadowska[8].

Słownik geograficzny Królestwa Polskiego pod koniec XIX w. informuje: Tybory, okolica szlachecka, obejmuje wsie należące przeważnie do parafii Jabłonka i Kulesze i gmin Chojany, Dzięciel i Szepietowo. Tybory-Kamianka, wieś i folwark należały do gminy Chojany i parafii Jabłonka. We wsi 27 osad i 195 morgów ziemi. Do folwarku o powierzchni 685 morgów (rok 1872) należały w części wsie: Jabłonka-Świerczewo – 17 osad i 54 morgi oraz Jabłonka – 27 osad i 15 morgów.
W roku 1921:
- we wsi Tybory Kamionka znajdowało się 14 budynków mieszkalnych i 12 innych zamieszkałych. Naliczono 159 osób (74 mężczyzn i 85 kobiet). Narodowość polską zgłosiło 159 mieszkańców
- w folwarku Tybory Kamionka było 2 budynki z przeznaczeniem mieszkalnym i 49 mieszkańców (25 mężczyzn i 24 kobiety). Narodowość polską zgłosiło 49 osób[10].

## Obiekty zabytkowe
- Pałac Roszkowskich – dwór zbudowany po 1857 r. Spalony w czasie II wojny światowej. Po remoncie w latach 1965–1969 siedziba archiwum Polskiej Akademii Nauk. Jest to dwór murowany, późnoklasycystyczny, parterowy z piętrowym obustronnym ryzalitem środkowym i poddaszem. W ryzalicie znajduje się portyk o czterech toskańskich kolumnach podtrzymujących balkon. Układ wnętrz jest trzytraktowy
- na północ od dworu pozostałości parku krajobrazowego[8]
- zespół stawów w zespole dworsko-parkowo-folwarcznym z XIX w.
- kapliczka murowana, przydrożna – połowa XIX w.
- krzyż przydrożny, kuty z 1909 r.[11]

## Urodzeni w Tyborach-Kamiance
- Zygmunt Gloger – polski historyk, archeolog, etnograf, folklorysta, krajoznawca